# سد دریاکوپی
سد دریاکوپی (به لاتین: Driekoppies Dam) یک سد در آفریقای جنوبی است که در آفریقای جنوبی واقع شده‌است.